# Баал-Есер III
Баал-Есер III (Балеазар, Баал-мазер) (*д/н — 555 до н. е.) — цар міста-держави Тір близько 556—555. Ім'я перекладається як «Баал допоміг». В вавилонських джерелах відомий як Балатор.

## Життєпис
Ймовірно був сином або іншим родичем Баала II, царя Тіра. 564 або 563 року до н. е., після смерті останнього, разом з іншим членами царської династії, Хірама відправили до Вавилону.
556 року до н. е. новий вавилонський цар Набонід вирішив відновити царську владу в Тірі. Тут було скасованоу рядування суфетів. Натомість царем поставлено Баал-Есера III. Проте він раптово помер 555 року до н. е. Йому спадкував брат Магарбаал.